# Der Richter von Zalamea
Der Richter von Zalamea ist ein Versdrama in drei Akten des spanischen Schriftstellers Pedro Calderón de la Barca (1600–1681), das wahrscheinlich um 1640 herum entstanden ist und 1651 erstmals gedruckt wurde. Der spanische Originaltitel lautet El alcalde de Zalamea.

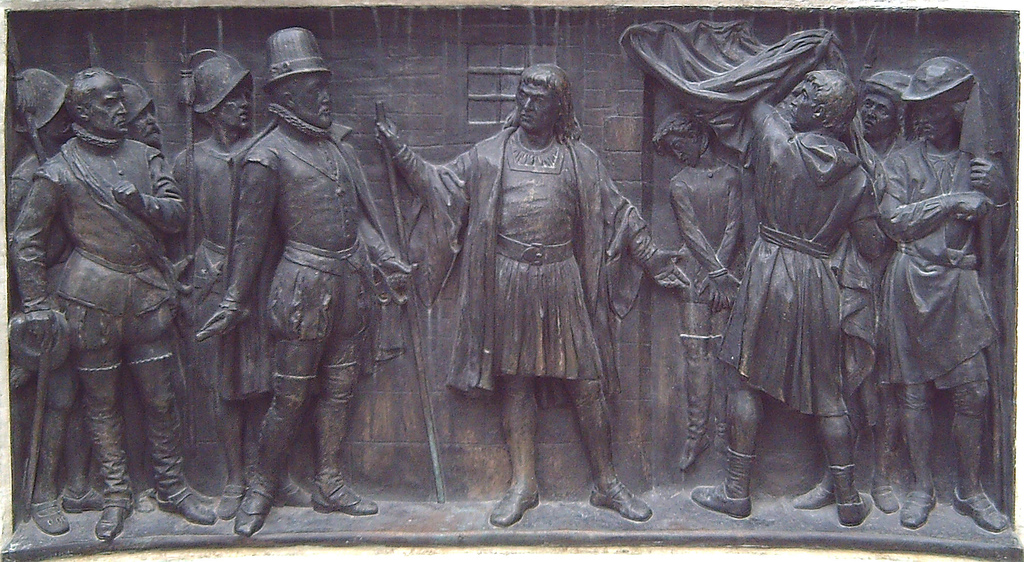
El alcalde de Zalamea. Teil des Calderón-Denkmals in Madrid (J. Figueras, 1878).

## Entstehung
Das Stück geht auf eine wahre Begebenheit zurück, die sich 1580–1581 während des Portugalfeldzuges von König Philipp II. in der spanischen Provinzstadt Zalamea zugetragen hat. Lope de Vega machte daraus eine Komödie, die Calderón als Vorlage benutzte. Er reduzierte die komödiantischen Elemente und veränderte einige Figuren: Aus zwei Hauptleuten und zwei Töchtern Crespos machte er jeweils nur eine Figur, aus der leichtsinnigen Isabel wird bei Calderón eine unschuldige Isabel. Das Stück wurde erstmals 1651 gedruckt unter dem Titel El garrote más bien dado. Später erschien es unter dem noch bekannten Titel. Die spanische, ursprünglich aus dem Arabischen stammende Bezeichnung alcalde bezeichnet im Kontext des Handlungsorts das Amts des Dorfschultheiß, der auch die Funktion des Dorfrichters ausübt. Dieses Schulzenamt erhält im 3. Akt der Landmann Pedro Crespo. (Erst da, in Vers 2100 / 2134, taucht alcalde auf, und in dieser Funktion hat Crespo die Rechtssache seiner eigenen Kinder Juan und Isabel sowie des Hauptmanns Don Álvaro zu verhandeln.) Das Wort Richter, das in den deutschen Titel der Comedia gesetzt wurde, spanisch juez, tritt erstmals auf in Vers 2120 im letzten Akt, gesprochen von Crespo, und später, gesprochen von Don Lope, in Vers 2575 (gemeint ist da der König).
Bei den deutschen Übersetzungen des Titels wurden verschiedene Bezeichnungen für die Figur des Pedro Crespo benutzt: Amtmann (in der Übersetzung von Friedrich Ludwig Schröder 1778), Oberamtmann (1780 von Gottlieb Stephanie dem Jüngeren); 1822 verwendet Johann Diederich Gries Richter, ebenso Feodor Wehl 1861; Ernst Friedrich Georg Otto von der Malsburg sagt 1823 Schultheiß. Da die meisten Übersetzungen und Nachdichtungen auf der Version von Gries basieren, ist der meistverwendete Titel Der Richter von Zalamea. Die älteste Übersetzung von Zachariae/Gärtner aus dem Jahre 1771 spielt mit ihrem Titel Die bestrafte Entführung auf die Bestrafung des Entführers, des Hauptmanns Don Álvaro, durch die Würgschraube (garrote) an. Auch eine neuere, 2007 in Wien erschienene Übersetzung von Dorothee Grokenberger nimmt mit dem Titel El garrote más bien dado o El alcalde de Zalamea: Durch die Würgschraube wohlverdient hingerichtet oder Der Schultheiß von Zalamea dieses Motiv und zugleich den Titel der Erstausgabe wieder auf.
Alle Übersetzer bemühten sich, der Vorlage und der Zeit entsprechend, um eine gereimte Übersetzung. Calderón verwendete unterschiedliche Mittel: einerseits Assonanzen am Vers-Ende, andererseits spanische Endreime. Die Assonanzen lassen sich vergleichen mit manchen Fällen in Reimen englischer Nursery Rhymes: pantry / plenty, work / shirt.

## Inhalt
Personen
Philipp II., König von Spanien
Don Lope de Figueroa, General
Don Álvaro, Hauptmann
Pedro Crespo, reicher Bauer, späterer Schultheiß
Juan, Crespos Sohn
Isabel, Crespos Tochter
Ines, deren Base
Don Mendo, ein Junker
Nuño, dessen Diener
Sergeant
Rebolledo, Soldat
Chispa, Marketenderin
Schreiber
Soldaten
Landleute
Zur Zeit Philipps II. nimmt in einem Dorf der Estremadura, in Zalamea, eine Truppe von Soldaten Quartier. Ihr Hauptmann Don Álvaro findet Unterkunft bei dem reichen Bauern Pedro Crespo, dessen Sohn Juan und der schönen Tochter Isabel. Es ist Sommer, und wieder steht die Wahl des Schultheißen an. Der Hauptmann verliebt sich in die ehrsame Isabel, entführt sie und vergeht sich an ihr. Ihr Bruder Juan verfolgt ihn und verletzt den Hauptmann. Crespo, inzwischen zum Dorfschulzen gewählt, nimmt den Hauptmann gefangen. Als Dorfschulze (Alcalde) ist er nun gezwungen, die Rechtssache gegen den Hauptmann wie auch gegen den eigenen Sohn, der immerhin eine Militärperson verletzt hat, zu verhandeln.
Da trotz Crespos Bitten der Hauptmann eine Konvenienz-Ehe mit Isabel ablehnt, wird er mit der Würgschraube (Garrote), ohne Militärgericht und also rechtswidrig, denn diese Tötungsart gilt damals nicht für Edelleute, erdrosselt, gerade noch vor der erwarteten Ankunft des Königs. Der heißt bei der Schwere des Delikts, trotz des Verfahrensfehlers, Crespos Rechtsprechung gut und verleiht ihm das Schultheißen-Amt auf Lebenszeit. Juan begibt sich zur Truppe, Isabel geht ins Kloster.
Das Stück ist bemerkenswert, denn Calderón bringt darin zum ersten Mal alle Stände des damaligen Spanien auf die Bühne (1644), auch die unteren, die er als mit gleicher Würde ausgestattet schildert. Das Stück schildert den Konflikt zwischen Ehrverlust und Schuld. Dabei wird die persönliche Ehre des Menschen, durch die göttliche Ordnung legitimiert, höher gestellt als staatliche Ordnung. Von der Dramaturgie her besitzt die Titelfigur Crespo einen besonderen Reiz, da Crespo Opfer und Richtender (ein Schultheiß, alcalde, ist nicht gleichzusetzen mit einem Richter, juez), Handelnder und (als Isabels und Juans Vater) Leidender in einer Person ist.

## Ausgaben
- El garrote más bien dado, Madrid 1651
- Obras completas, 3 Bde., Madrid 1959–1967

### Deutsche Übersetzungen / Nachdichtungen
- Zachariae / Gärtner (1771; freie Übers.; sogen. Braunschweiger Übers.): Die bestrafte Entführung.
- Friedrich Ludwig Schröder (1778; Übers. nach Zachariae/Gärtner): Amtmann Graumann oder die Begebenheit auf dem Marsch.
- Gottlieb Stephanie d. Jüngere (1780; bearbeitende Übers.): Der Oberamtmann und die Soldaten. 1787, Wien.
- Anonym (1780; Übers.): Die Begebenheiten auf dem Marsch oder der Alcalde von Zalamea.
- Johann Diederich Gries (1822, Berlin: Nicolaische Buchhandlung; reimende Übertragung): Der Richter von Zalamea. 1954, Stuttgart: Reclam.
- Ernst Friedrich Georg Otto von der Malsburg (1823; reimende Übers.): Der Schultheiß von Zalamea. 1827, Wien: Solinger.
- Karl Immermann (1835/6; reimende Übers. nach Gries; Bearbeitung für die Düsseldorfer Bühne): Der Richter von Zalamea.
- C. A. Dohm (1841–44; Übers.): Der Richter von Zalamea. Berlin: Nicolaische Buchhandlung.
- Feodor Wehl (F. v. Wehlen) (1861; mit teilweiser Benutzung der Gries'schen Übers., Bearbeitung): Der Richter von Zalamea.
- Franz Lorinser (1882; Übers.): Der Richter von Zalamea.
- Adolf Wilbrandt (1882 / 1903; Übers. in 5-füßigen Jamben): Der Richter von Zalamea. Berlin: J. G. Cotta’sche Buchhandlung Nachf.
- Rudolf Presber (1904; Übers.): Der Richter von Zalamea. Berlin.
- Otto von Taube (1915 / 1923; freie Nachdichtung / Bearbeitung): Der Schulze von Zalamea. Leipzig: Insel-Verlag.
- Wolfgang von Wurzbach (1916 / 1919; Übers. nach Gries): Der Richter von Zalamea. Leipzig.
- Eugen Gürster (1928): Calderón de la Barca. Ausgewählte Schauspiele. Das Leben ist ein Traum. Der wundertätige Magier. Der standhafte Prinz. Der Richter von Zalamea. Neue Nachdichtungen. München: C. H. Becksche Verlagsbuchhandlung.
- Wilhelm von Scholz (1937 Breslau; freie Nachdichtung): Der Richter von Zalamea. 1954, München: Langen Müller.
- Hans Schlegel (1946; Übers.): Der Richter von Zalamea.
- Karl Britten (1959; auf der Grundlage der Übers. von Adolf Wilbrandt neubearb. Übers.): Der Richter von Zalamea.
- Gerd Otto (1959; Bearb. der Gries'schen Übertragung): Der Richter von Zalamea. DDR.
- Eugen Gürster (1957; Neue Nachdichtung): Der Richter von Zalamea. Stuttgart: Reclam-Verlag GmbH, Universal-Bibliothek Nr. 1425. ISBN 3-15-001425-5 (reimend; nicht textidentisch mit der Ausgabe von 1961 bei Desch).
- Eugen Gürster (1961; Nachdichtung in deutscher Sprache und Bühnenfassung): Der Richter von Zalamea. S. 495–576 in: Spanische Meisterdramen. Wien / München / Basel: Desch (dies die sogen. Bühnenfassung, reimend; nicht textidentisch mit der Ausgabe von 1957 bei Reclam).
- Dorothee Grokenberger (†) und Nora Wiedenmann (Übers. in freien Rhythmen): El garrote más bien dado o El alcalde de Zalamea – Durch die Würgschraube wohlverdient hingerichtet oder Der Schultheiß von Zalamea. 2007, in: Iberoromanische Texte in deutscher Übersetzung, Band 5 (hrsg. von Wolfgang Pöckl und Johann Pögl; zweisprachige Ausgabe Spanisch – Deutsch); Wien: Praesens Verlag; ISBN 978-3-7069-0423-0 (†: gest. 2011; Rechte bei N.W.).

### Bearbeitungen
- Johann Gottlieb Stephanie: Der Oberamtmann und die Soldaten. In: Ders.: Sämtliche Lustspiele. 1787, Wien.
- Friedrich Ludwig Schröder: Amtmann Graumann oder Die Begebenheiten auf dem Marsch. 1781, Hannover.
- Oswald Döpke: Der Richter von Zalamea. 1981, Berlin: Kiepenheuer Bühnenvertrieb.

## Verfilmungen
- Ludwig Berger (Regie): Der Richter von Zalamea (Deutschland 1920, Darsteller: Lil Dagover, Albert Steinrück u. a.)
- Fernando Rey und Alfredo Mayo (Regie): El Alcalde de Zalamea (Spanien 1953)
- Martin Hellberg (Regie): Der Richter von Zalamea (DDR 1956)
- Oswald Döpke (Regie): Der Richter von Zalamea (BRD, 1968, TV-Film)
- Mario Camus (Regie): La leyenda del Alcalde de Zalamea (Spanien 1972)

## Hörspiele
In Deutschland entstanden vier Hörspiele unter dem Titel Der Richter von Zalamea:
- 1952: Produzent: Rundfunk der DDR – Regie: Peter Brang, mit Willy A. Kleinau, Günther Haack, Barbara Witte, Marion van de Kamp, Hanns Groth u. a.
- 1956: Produzent: SDR – Regie: Cläre Schimmel, mit Helmut Schmid, Bodo Knuth, Willi Reichmann, Ortrud Bechler, Harald Baender u. a.
- 1958: Produzent: BR – Regie: Walter Ohm, mit Helmut Renar, Carl Wery, Ernie Wilhelmi, Peter Ahrens, Paul Verhoeven, Jürgen Goslar u. a.
- 1958: Produzent: SFB – Regie: Curt Goetz-Pflug, mit Helmuth Janatsch, Otto Bolesch, Walter Richter, Klausjürgen Wussow, Roswitha Posselt u. a.

## Vertonung
- Richard Strauss: Der Richter von Zalamea WoO. 96. Liederzyklus (1904)

## Briefmarke
- Spanien 2000 (aus dem Satz Spanische Literatur)